# Friedrich Leopold zu Stolberg-Stolberg
Friedrich Leopold rigsgreve af Stolberg-Stolberg (7. november 1750 – 5. december 1819) var holstener. Han blev født på faderens gods, Bramstedt, i Holsten. Han var rigsgreve, digter og diplomat og broder til Christian zu Stolberg-Stolberg.

## Ungdom
Han var søn af Christian Günther zu Stolberg-Stolberg. Ligesom sin ældre broder voksede Friedrich Leopold Stolberg op under påvirkning af Klopstock, og med sin tidligt udviklede lidenskab for poesi så han med beundring op til datidens ombejlede digter, men valgte dog senere, da han blev bevidst om sit kald og sine evner, ikke at træde i hverken hans eller nogen andens fodspor. Et af hans første digte er helliget faderens død og tyder allerede på et næsten forudbestemt slægtskab med "Göttinger Hainbunds" digtere. Det var i den kreds, at han senere kom til at indtage en fremskudt plads, berømmet af dem alle, misundt af flere og rost af selve Klopstock. Dog må det siges, at han aldrig, lige så lidt som broderen, kunde leve sig ind i de ægte demokratiske følelser, som ”Hainbund” ellers gik ind for. Han knyttede sig tættest til Voss, som han senere skaffede et rektorat i Eutin. Hans støtte til Burger var frugtesløs, og i stedet blev han en omhyggelig udgiver af den tidlig døde Høltys digte.
Med en muligvis ubevidst pietisme, som han havde fra moderen, læste han dagligt i Bibelen. Derudover læste han gennem hele sit liv Milton og Klopstock, Ossian, de gamle skotske ballader og Shakespeare. Lessings realisme frastødte ham derimod, men Wieland havde han medynk med. For at kunne læse de græske forfattere, navnlig Homer, på originalsproget gav begge brødrene sig i deres sidste år på universitetet til at studere græsk meget intenst. Stolberg havde en egen lyrisk evne til at skrive lige ud af sit eget indre, i hyggelige, hjemlige toner, og flere af den slags digte stammer fra tiden omkring moderens død (1773-74). Derimod gjorde han ikke så meget væsen af en ulykkelig ungdomskærlighed som mange andre tyske digtere.

## Arbejdsliv
Efter den berømte rejse til Schweiz gjaldt det for Stolberg om at finde en stilling, hvis indtægter kunne afhjælpe hans vanskelige situation. Han fik i 1776 stilling som oldenborgsk overskænk og ambassadør ved det danske hof, og den stilling beholdt han i 4 år, plaget af byens uro og trykkende luft, og søgende efter lindring i landlivet sammen med sine holstenske venner. De 2 næste år (1780-82) blev i mange henseender skæbnesvangre for Stolberg og truede både hans livsgrundlag og hans psykiske helbred. Hans yngste broder, Magnus (født 30. november 1760), faldt i en duel i Kiel den 14. december 1780, hans veninde Emilie Schimmelmann døde, Bernstorff blev styrtet, og Stolberg forlangte sin afsked, men fik først en lang orlov og endelig sin afsked i november 1781, således at han endnu var overskænk og vicehofmarskal ved det fyrstbiskoppelige hof i Eutin. I 1782 døde hans ældste søster, Henriette, A. P. Bernstorffs hustru, og dette dødsfald gjorde ham dybt nedtrykt, men hans sindsstemning var allerede ved at lette: han havde fundet trøst og opmuntring i sin kærlighed til den smukke, unge og meget beundrede Agnes v. Witzleben (født 9. oktober 1761), som han blev gift med i juni 1782. Året efter fik Stolberg en søn og i 1785 under et ferieophold i København en datter. Begge disse begivenheder og hele sin hele huslige lykke har han foreviget i digte og breve. Da hertugen af Oldenborg døde, blev Stolberg sendt på en særlig mission til St. Petersborg for at bekendtgøre den sørgelige begivenhed. Han blev meget afholdt ved
zarhoffet og gjorde bekendtskab med Hamann og Hippel. I Neuenburg, hvor Stolberg var blevet ansat som oldenborgsk landsdommer, døde hans elskede hustru 15. november 1788. Han søgte og fik sin afsked af den oldenborgske tjeneste og drog 1789 som dansk gesandt til Berlin.
I 1790'erne var han en del af den konservative Emkendorfer omgangskreds. I striden om den oplysningsteologisk prægede alterbog af Jacob Georg Christian Adler, blev han ved udsendelsen i 1798 af et anonymt skrift, der først og fremmest var møntet på Matthias Claudius, denne kreds' modstander.

## Konvertering til katolicismen
Her indtræder et vigtigt vendepunkt i Stolbergs Liv, for hans originale poetiske produktion må stort set anses for at være afsluttet med dette år, og de nye forhold, han kom ind i, fremmede hans længe nærede tanke om at gå over til katolicismen. Han forelskede sig i Sophie Charlotte Eleonore Komtesse v. Redern (4. november 1765 – 8. januar 1842), og trods megen tvivl ved tanken om den afdøde hustru giftede han sig med hende i (15. februar 1790). Selv om hans anden hustru medbragte en ret betragtelig formue, kunne parret ikke blive i Berlin, og Stolberg modtog i 1791 posten som lybsk regeringspræsident i Eutin. Den post gav en betydelig indtægt, og da han først behøvede at tiltræde den i 1792, kunne han tage på en større rekreationsrejse i Tyskland og Italien. I 1793 kom Stolberg tilbage til Eutin og tiltrådte sit embede, men kunne ikke rigtigt leve op til det. Desuden rejste han rejste ofte bort og holdt megen selskabelighed. Det gode forhold til hans gamle ven Voss blev efterhånden ødelagt dels på grund af Stolbergs mere og mere tydelige tendens til katolicisme, dels på grund af Voss’ hensynsløse angreb på alt adeligt, og dels vel også på grund af det fornemme selskab, der stadig færdedes hos Stolberg. En alvorlig sygdom, som Stolberg gennemgik i St. Petersborg 1797, Bernstorffs død, tabet af flere børn og til dels de politiske forhold gjorde endelig udslaget. Stolberg afskedigede Voss som lærer for sine børn og indkaldte en fransk abbed. Efter voldsom tvivl og under stærk påvirkning fra andre, ikke mindst fra sin hustru, gik Stolberg med hele sin familie (undtagen en datter) over til katolicismen i 1800 og søgte under et ophold i Carlsbad sin afsked fra embedet. Denne begivenhed vakte uhyre jubel iblandt katolikkerne i Tyskland og bedrøvelse eller harme hos alle hans venner.

## Alderdom
Stolberg kunne ikke mere leve i det protestantiske Nordtyskland, og han flyttede til Münster, hvor han blev modtaget med åbne arme af flere katolske bekendte, som havde bidraget til hans ”omvendelse”. I 1812 flyttede han til godset Tatenhausen ved Bielefeld og i 1816 til domænegodset Sondermühlen i nærheden af Osnabrück, hvor han i flere år levede et lykkeligt familieliv, afbrudt af mange rejser, og efterhånden forsonet med sin ældre broder og de fleste af sine gamle venner. I 1815 blev brødrene Stolberg udnævnt til æresdoktorer ved Kieler-universitetet. Under sin usædvanlige og personlige, åndelige udvikling var Stolberg efterhånden blevet ret fremmed overfor oplysningstidens digtning og måtte høre mange bebrejdelser og spot fra de samtidige digtere. Han gav sig mest af med oversættelser fra græsk, som Homer og Aischylos, men disse arbejder må betragtes som filologiske amatørværker. I sine senere år har han – bortset fra oversættelsen af Ossian og digtet Alfred – kun skrevet oversættelser af katolske kirkefædre og større og mindre arbejder til gavn for katolicismen, især Geschichte der Religion Jesu Christi (i 15 bind, 1806-19). Han døde på Sondermühlen den 5. december 1819 og efterlod sig hustru og 12 børn. Brødrene Christian og Friedrich L. Stolbergs Gesammelte Werke, hvoraf Christian måske kun er forfatter til en tiendedel, fylder ikke mindre end 20 bind, og dertil kommer de klassiske oversættelser og større religiøse skrifter.